# Monopolio del alcohol

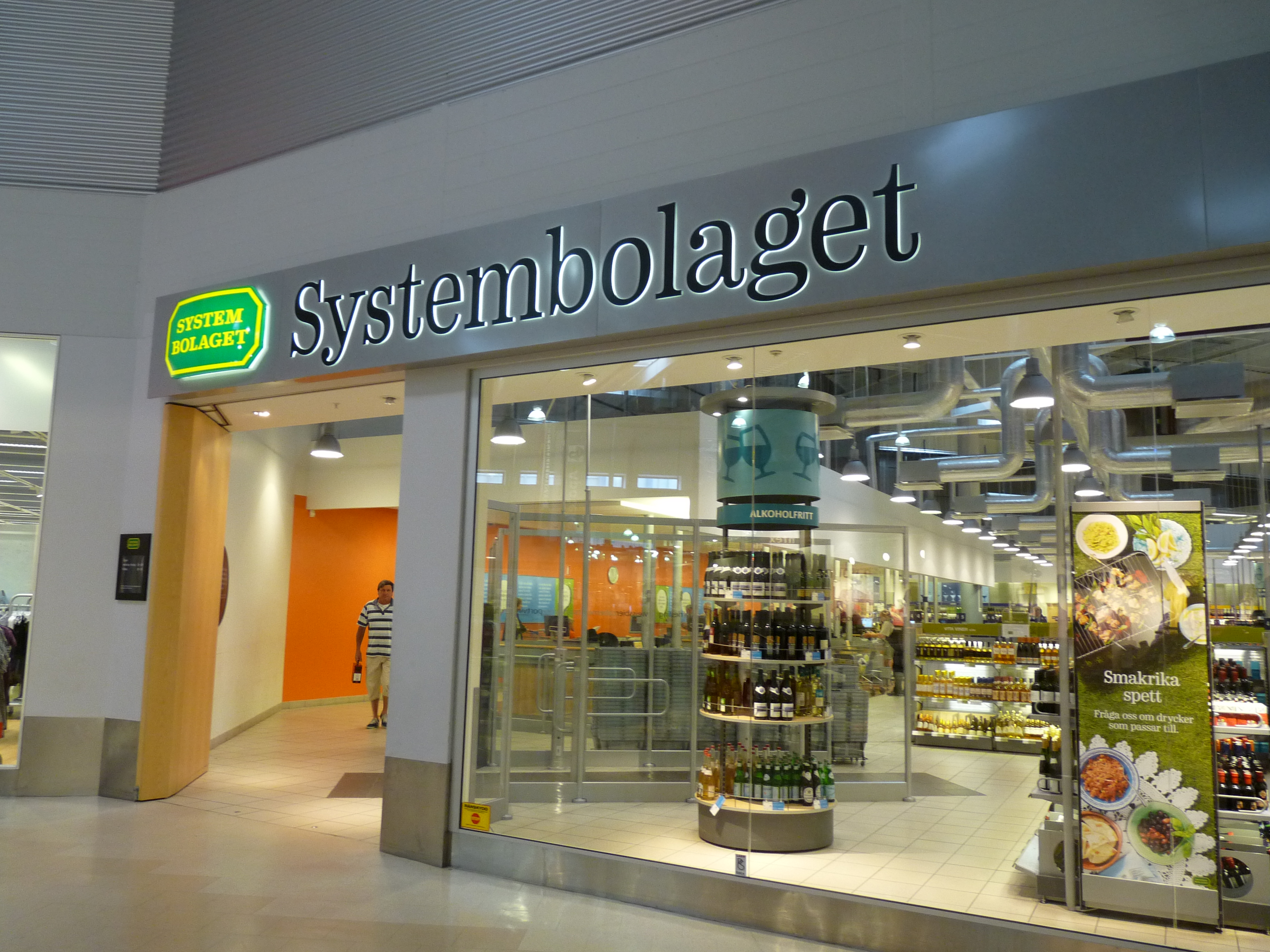
Systembolaget en Suecia, uno de los países donde hay monopolio sobre la venta de alcohol.

El monopolio del alcohol es un monopolio estatal sobre las ventas al por menor o la producción de bebidas alcohólicas, establecido para controlar los ingresos derivados, prevenir el alcoholismo en una región, y ofrecer una alternativa a la prohibición total. De acuerdo con la Organización Mundial de la Salud, se trata de un sistema extendido en los países nórdicos (a excepción de Dinamarca, donde únicamente se aplica en las Islas Feroe), en Canadá y en algunos estados de los Estados Unidos.

## Historia
Los países nórdicos empezaron a regular la venta de bebidas alcohólicas en el siglo XIX, y desde 1905 el parlamento de Suecia restringió esa actividad sólo a los establecimientos autorizados por el estado. De forma paralela, Noruega fundó en 1922 la primera empresa estatal de venta de vinos (Vinmonopolet), única autorizada a vender vino en todo el país debido a la ley seca, y que tras su abolición asumiría en exclusiva el resto de bebidas alcohólicas.
El modelo noruego como alternativa a la prohibición ha sido copiado en otros países nórdicos como Finlandia (Alko, 1932), Suecia (Systembolaget, 1955), e Islandia (Vínbúð, 1961), cuyo clima frío suele estar asociado a un mayor consumo. Fuera de Europa, todas las provincias y territorios de Canadá cuentan con su propia legislación y monopolio de tiendas de licores, mientras que en Estados Unidos las competencias dependen de cada jurisdicción: un total de 17 estados mantienen algún tipo de restricción a la venta de licores, y en el estado de Utah se amplía a la cerveza y el vino.
Bajo este modelo, cada país tiene potestad para limitar la venta de alcohol. A mediados del siglo XX se ha producido una liberalización en bares y restaurantes, e incluso en venta minorista bajo una serie de condiciones. Un claro ejemplo es la cerveza: Finlandia y Noruega permiten que los supermercados puedan venderla si su porcentaje de alcohol es inferior al 4,7%; en Suecia se reduce al 3,5%, y en Islandia (donde la mayoría de marcas estuvieron prohibidas hasta 1989) el límite es del 2,25%.
El monopolio de alcohol también puede aplicarse a la producción, tal y como ha sucedido en la isla de Taiwán entre 1901 y 2002.